# Дроздихин, Илья Михайлович
Дроздихин Илья Михайлович (30 сентября 1978, Москва) — московский звонарь, руководитель Московской Школы Церковных Звонарей, художественный руководитель московского фестиваля колокольного звона «Перезвон».

## Биография
Работает звонарём с 2002 года.
- С 2003 по 2005 год — звонарь Патриаршего Подворья в Орехово-Борисове.
- С 2005 года — художественный руководитель фестиваля колокольного звона «Перезвон».
- С 2006 года — старший звонарь московского храма иконы Божией Матери «Знамение».
- С 2008 года — руководитель «Школы Церковных Звонарей».

В ноябре 2011 года на концерте в Нижнем Новгороде вместе с Игорем Растеряевым впервые была исполнена песня «Звонарь» в сопровождении настоящего колокольного звона.

## Участие в фестивалях колокольного звона
- «Каменск-Уральский» (2005)
- «Перезвон» (2005)
- «Каменск-Уральский» (2006)[4]
- «Алексеевские перезвоны» (2006)[5]
- «Дніпровський дзвін» (2006)[6]
- «Перезвон» (2007)
- «Алексеевские перезвоны» (2007)
- «Каменск-Уральский» (2007)[7]
- «Дніпровський дзвін» (2007)
- «Алексеевские перезвоны» (2008)
- «Перезвон» (2008) — организатор[8]
- «Перезвон» (2009) — организатор[9]
- «Перезвон» (2010) — организатор
- «Перезвон» (2011) — организатор
- «Алексеевские перезвоны» (2011)[10]

## Дискография
- «Звоны Патриаршего Подворья Тысячелетия Крещения Руси», CD (2005)
- «Царицынские звоны», CD (2006)
- «Рождение колокола», DVD (2007)
- «Хрустальные звоны», г. Биробиджан, CD (2010)
- «Звоны храма Николая Чудотворца в Бутурлино», CD (2011)
- «Леоновский благовест», Москва, CD (2011)
- «Звоны от Калининграда до Камчатки», CD (2011)
- «Учебное пособие для звонарей храмов и монастырей», DVD (2011)[11]